# Burcewo (klemientjewskoje sielskoje posielenije)
Burcewo (ros. Бурцево) – wieś (dieriewnia) w Rosji, w obwodzie moskiewskim, w rejonie możajskim. W 2010 liczyła 26 mieszkańców.